# Can Moran (Gualba)
Can Moran és una obra de Gualba (Vallès Oriental) inclosa a l'Inventari del Patrimoni Arquitectònic de Catalunya.

## Descripció
Es tracta d'un edifici de tipologia de ciutat-jardí de planta baixa i pis. La coberta és a quatre vessants i la façana és de composició simètrica, coronada per unes mènsules que decoren un ràfec sobresortint. Els elements formals i decoratius són representatius del llenguatge eclèctic.